# Esnuna

Extensão da influência de Esnuna em aproximadamente (em azul claro)

Esnuna (Eshnunna) foi uma cidade-estado da antiga Mesopotâmia, situada no vale do rio Diala. Corresponde ao atual sítio de Tel Asmar, explorado na década de 1930 por uma equipe estadunidense liderada por Henri Frankfort, do Instituto Oriental da Universidade de Chicago. Apesar de estar situada no vale do Diala, seguramente fazia parte do meio cultural sumério. A cidade torna-se independente em 2 026 a.C., no reinado de Xuiluia (Shu-iluya). Seus sucessores expandem o território da cidade, que controla as rotas comerciais entre Elão, a Alta Mesopotâmia e a Suméria. Esnuna foi capturada por Hamurabi em 1 756 a.C.. Seu deus principal era Tispaque durante o período amorita.

## Histórico
Ocupada desde o Período Iemdet Nasr, por volta de 3 000 a.C., Esnuna foi uma cidade importante durante o Período Dinástico Arcaico da Mesopotâmia. Começando com a ascensão do Império Acádio, Esnuna oscilou entre períodos de independência e por períodos em que esteve dominada por outros impérios como a terceira dinastia de Ur  e Isim. Por causa de sua posição geográfica estratégica conseguiu controlar rotas comerciais lucrativas, Esnuna funcionou como uma porta de entrada entre a cultura mesopotâmica e a elamita. As rotas comerciais davam acesso a muitos produtos exóticos procurados, como cavalos do norte, cobre, estanho e outros metais e pedras preciosas. Em uma sepultura em Esnuna, um pingente feito de copal de Zanzibar foi encontrado.  Um pequeno número de selos e contas da civilização do Vale do Indo também foi encontrado.
Depois de se destacar como um estado independente no início do segundo milênio, durante o tempo de Samsiadade I, Esnuna foi então ocupada por Elão, após o que foi conquistada por Hamurabi da Babilônia no 38º ano de seu reinado, e assim absorvida dentro o Antigo Império Babilônico (às vezes chamado de Primeira Dinastia Babilônica).  Posteriormente, a cidade aparece, mas raramente em fontes textuais cuneiformes, refletindo seu provável declínio e eventual desaparecimento. 

## Arqueologia
Os restos da cidade antiga estão agora preservados no tel, ou monte arqueológico de assentamento, de Tel Asmar, a cerca de 38 km em linha reta a nordeste de Bagdá e 30 km em uma linha reta a sudeste de Baquba. Foi localizado pela primeira vez por Henri Pognon em 1892, mas ele deixou de informar o local antes de morrer em 1921. Foi recuperado e escavado em seis temporadas entre 1930 e 1936 por uma equipe do Museu Oriental da Universidade de Chicago liderado por Henri Frankfort com  o apoio de Thorkild Jacobsen e Seton Lloyd. A secretária de campo da expedição foi Mary Chubb.
Apesar do período de tempo desde as escavações em Tel Asmar, o trabalho de examinar e publicar as descobertas restantes dessa escavação continua até hoje. Esses achados incluem aproximadamente 1 500 barras de argila com escrita cuneiformes.
No final dos anos 90, os arqueólogos iraquianos voltaram a trabalhar em Tell Asmar, mas os resultados dessa pesquisa ainda não foram publicados.

## O Templo de Abu
Durante o período dinástico inicial, o Templo de Abu em Tell Asmar (Esnuna) passou por várias fases. Isso incluiu as fases de construção do Santuário Arcaico Dinástico Primitivo, do Templo Quadrado e do Santuário Único. Eles, juntamente com as esculturas encontradas ali, ajudaram a formar a base para a atualmente defasada separação arqueológica em três fases ED I, ED II e ED III para o Período Dinástico Primitivo da Mesopotâmia. Foram descobertas 12 esculturas no templo, confeccionadas em estilo geométrico, estas são conhecidas como tesouro de Tel Asmar. Das doze estátuas encontradas, dez são do sexo masculino e duas são do sexo feminino. Oito das figuras são feitas de gesso, duas de calcário e uma (a menor) de alabastro. Todas as figuras, com exceção da que está ajoelhada, são renderizadas em uma posição ereta. Eles são alguns dos exemplos mais conhecidos de antigas esculturas do Oriente Próximo. O grupo, agora dividido, mostra deuses, sacerdotes e adoradores em tamanhos diferentes, mas todos no mesmo estilo altamente simplificado. Todos têm olhos incrustados, mas a figura mais alta, a principal imagem de culto que representa o deus local, tem olhos enormes que lhe conferem um "poder feroz".

### Governantes
| Governante      | Notas |
| --------------- | --- |
| Urguedina       | Estava no trono durante o 29º ano do reinado de Sulgi de Ur III ( 2247 a.C.)                                     |
| Calamu          | Estava no trono durante o 45º ano do reinado de Sulgi (2231 a.C.)                                                |
| Ituria          | Estava no trono durante o reinado de Su-Sim de Ur III (2221 – 2213 a.C.)                                         |
| Ilusuilia       | Filho de Ituria, estava no trono durante o reinado de Ibi-Sim de Ur III (2212 – 2187 a.C.)                       |
| Nuracum         | Estava no trono quando Ibi-Sim foi capturado por seus aliados elamitas a mando de Isbi-Erra de Isim em 2187 a.C. |
| Quiriquiri      | |
| Bilalama        | Contemporâneo de Tã-Ruratir de Elão                                                                              |
| Isarramasu      | |
| Usurauasu       | foi inicialmente vassalo de Anumutabil de Der                                                                    |
| Ur-Ninmar       | |
| Ur-Ningizida    | |
| Ipique-Adade I  | Contemporâneo de Abdi-Era de Tutube e Samuabum da Babilônia                                                      |
| Sarria          | |
| Uarassa         | |
| Belacum         | |
| Ibalpiel I      | |
| Ipique-Adade II | Reinou pelo menos 36 anos                                                                                        |
| Naram-Sim       | Filho de Ipique-Adade II, Contemporâneo de Samsiadade I da Assíria                                               |
| Danum-Taaz      | Posição aproximada                                                                                               |
| Dadusa          | Filho de Ipique-Adade II, Contemporâneo de Samsiadade I da Assíria                                               |
| Ibalpiel II     | Contemporâneo de Zinrilim de Mari, Morto por Siwe-palar-huppak de Elão que conquistou Esnuna                     |
| Silisim         | Esnuna é conquistada por Hamurabi da Babilônia em 1924 a.C. no 31º ano do reinado deste.                         |